# Campeonato Russo de Futebol de 1992 - Terceira Divisão
O Campeonato Russo de Futebol - Terceira Divisão de 1992 foi o primeiro torneio desta competição. Participaram cento e quinze equipes. Como o Campeonato Soviético de Futebol foi dissolvido, os clubes foram divididos cada qual com seu novo país. A grande maioria dos clubes vieram do Campeonato Soviético de Futebol de 1991 - Quarta Divisão e estreantes. O nome do campeonato era "Segunda Liga" (Vtórai Liga), dado que a primeira divisão era a "Liga Suprema" (Vysshaia Liga) e a segunda divisão era a "Primeira Liga" (Perváia Liga). O campeonato era dividido em seis torneios independentes - seis zonas. Vinte clubes nas Zonas 01 e 04; vinte e dois clubes na Zona 02; vinte e um clubes na Zona 03; dezoito clubes na Zona 05 e treze clubes na Zona 06

## Participantes da Zona 01
| Equipe                       | Cidade             | Região            | No ano anterior                                                                                | Estádio                            | Capacidade | Títulos        | Participações |
| ---------------------------- | ------------------ | ----------------- | ---------------------------------------------------------------------------------------------- | ---------------------------------- | ---------- | -------------- | ------------- |
| FC Erzu Grozny               | Grózni             | Chechênia         | Estreante                                                                                      | Estádio Sultan Bilimkhanov         | 10.500     | 0 (não possui) | 1             |
| FC Kolos Krasnodar           | Krasnodar          | Krai de Krasnodar | Estreante                                                                                      | Estádio Kuban                      | 32.000     | 0 (não possui) | 1             |
| FC Khimik Belorechensk       | Belorechensk       | Krai de Krasnodar | Sexto Lugar da Zona 04 do Campeonato Soviético de Futebol de 1991 - Quarta Divisão             | Estádio Khimik                     | 5.000      | 0 (não possui) | 1             |
| FC Kavkazkabel Prokhladny    | Prokhladny         | Cabárdia-Balcária | Décimo Oitavo Lugar da Zona 04 do Campeonato Soviético de Futebol de 1991 - Quarta Divisão     | --                                 | --         | 0 (não possui) | 1             |
| FC Anji Makhachkala          | Mahackala          | Daguestão         | Estreante                                                                                      | Estádio Dínamo                     | 15.200     | 0 (não possui) | 1             |
| FC Kuban Barannikovskiy      | Slaviansk do Kuban | Krai de Krasnodar | Sétimo Lugar da Zona 05 do Campeonato Soviético de Futebol de 1991 - Quarta Divisão            | --                                 | --         | 0 (não possui) | 1             |
| FC Kaspiy Kaspiysk           | Kaspiysk           | Daguestão         | Vigésimo Primeiro Lugar da Zona 04 do Campeonato Soviético de Futebol de 1991 - Quarta Divisão | Estádio Trud                       | 2.500      | 0 (não possui) | 1             |
| FC Mashuk-KMV Pyatigorsk     | Pyatigorsk         | Krai de Stavropol | Décimo Primeiro Lugar da Zona 04 do Campeonato Soviético de Futebol de 1991 - Quarta Divisão   | Estádio Central                    | 10.630     | 0 (não possui) | 1             |
| FC Torpedo Armavir           | Armavir            | Krai de Krasnodar | Décimo Sexto Lugar da Zona 04 do Campeonato Soviético de Futebol de 1991 - Quarta Divisão      | Estádio Yunost                     | 3.400      | 0 (não possui) | 1             |
| FC Beshtau Lermontov         | Lermontov          | Krai de Stavropol | Estreante                                                                                      | Estádio Beshtau                    | 5.500      | 0 (não possui) | 1             |
| FC Dynamo Izobilny           | Izobilnensky       | Krai de Stavropol | Sétimo Lugar da Zona 04 do Campeonato Soviético de Futebol de 1991 - Quarta Divisão            | Estádio Fakel                      | 1.290      | 0 (não possui) | 1             |
| FC Drujba Budyonnovsk        | Budyonnovsk        | Krai de Stavropol | Décimo Quarto Lugar da Zona 04 do Campeonato Soviético de Futebol de 1991 - Quarta Divisão     | Estádio Yunost                     | 3.000      | 0 (não possui) | 1             |
| FC Astrateks Astracã         | Astracã            | Oblast de Astracã | Estreante                                                                                      | Estádio Central                    | 21.500     | 0 (não possui) | 1             |
| FC Niva Slaviansk do Kuban   | Slaviansk do Kuban | Krai de Krasnodar | Vigésimo Segundo Lugar da Zona 05 do Campeonato Soviético de Futebol de 1991 - Quarta Divisão  | --                                 | --         | 0 (não possui) | 1             |
| FC Venets Gulkevichi         | Gulkevichsky       | Krai de Krasnodar | Estreante                                                                                      | --                                 | --         | 0 (não possui) | 1             |
| FC Urartu Grozny             | Grózni             | Chechênia         | Estreante                                                                                      | Estádio Sultan Bilimkhanov         | 10.500     | 0 (não possui) | 1             |
| FC Torpedo Adler             | Sóchi              | Krai de Krasnodar | Estreante                                                                                      | Estádio Central de Sóchi           | 12.500     | 0 (não possui) | 1             |
| FC Altair-Khelling Derbent   | Derbent            | Daguestão         | Estreante                                                                                      | Estádio Naryn-Kala                 | 2.000      | 0 (não possui) | 1             |
| FC Lokomotiv Mineralnye Vody | Mineralnye Vody    | Krai de Stavropol | Décimo Quinto Lugar da Zona 04 do Campeonato Soviético de Futebol de 1991 - Quarta Divisão     | Estádio Lokomotiv                  | ---        | 0 (não possui) | 1             |
| FC Vaynakh Shali             | Shali              | Chechênia         | Estreante                                                                                      | Complexo Recreativo Im. M. Hatueva | 1.100      | 0 (não possui) | 1             |

## Participantes da Zona 02
| Equipe                         | Cidade            | Região                  | No ano anterior                                                                                | Estádio                  | Capacidade | Títulos        | Participações |
| ------------------------------ | ----------------- | ----------------------- | ---------------------------------------------------------------------------------------------- | ------------------------ | ---------- | -------------- | ------------- |
| FC Avtodor-Olaf Vladikavkaz    | Vladikavkaz       | Ossétia do Norte-Alânia | Décimo Terceiro Lugar da Zona 04 do Campeonato Soviético de Futebol de 1991 - Quarta Divisão   | Estádio SOK Tedeyev      | 3.000      | 0 (não possui) | 1             |
| FC Avangard Kamyshin           | Kamyshin          | Oblast de Volgogrado    | Décimo Sétimo Lugar da Zona 05 do Campeonato Soviético de Futebol de 1991 - Quarta Divisão     | Estádio Tekstilshchik    | 7.500      | 0 (não possui) | 1             |
| FC SKVO Rostov do Don          | Rostov do Don     | Oblast de Rostov        | Décimo Lugar da Zona 04 do Campeonato Soviético de Futebol de 1991 - Quarta Divisão            | Estádio SKA SKVO         | 27.300     | 0 (não possui) | 1             |
| FC Shakhtyor Shakhty           | Shakhty           | Oblast de Rostov        | Décimo Lugar da Zona 04 do Campeonato Soviético de Futebol de 1991 - Quarta Divisão            | Estádio Shakhty          | ---        | 0 (não possui) | 1             |
| FC Etalon Baksan               | Baksan            | Cabárdia-Balcária       | Quarto Lugar da Zona 04 do Campeonato Soviético de Futebol de 1991 - Quarta Divisão            | Estádio Yunost           | 2.900      | 0 (não possui) | 1             |
| FC Zvezda-Rus Gorodishche      | Gorodishchensky   | Oblast de Volgogrado    | Nono Lugar da Zona 04 do Campeonato Soviético de Futebol de 1991 - Quarta Divisão              | ---                      | ---        | 0 (não possui) | 1             |
| FC Arsenal Tula                | Tula              | Oblast de Tula          | Décimo Segundo Lugar da Zona 05 do Campeonato Soviético de Futebol de 1991 - Quarta Divisão    | Estádio Arsenal          | 20.048     | 0 (não possui) | 1             |
| FC Ritm Belgorod               | Belgorod          | Oblast de Belgorod      | Sexto Lugar da Zona 05 do Campeonato Soviético de Futebol de 1991 - Quarta Divisão             | Estádio Salyut           | 12.000     | 0 (não possui) | 1             |
| FC Volgar Astracã              | Astracã           | Oblast de Astracã       | Décimo Primeiro Lugar da Zona 04 do Campeonato Soviético de Futebol de 1991 - Quarta Divisão   | Estádio Central          | 21.500     | 0 (não possui) | 1             |
| FC Avangard Kursk              | Kursk             | Oblast de Kursk         | Oitavo Lugar da Zona 05 do Campeonato Soviético de Futebol de 1991 - Quarta Divisão            | Estádio Trudovye Rezervy | 11.329     | 0 (não possui) | 1             |
| FC Irgiz Balakovo              | Balakovo          | Oblast de Saratov       | Estreante                                                                                      | Estádio Trud             | 12.000     | 0 (não possui) | 1             |
| FC Sherstyanik Nevinnomyssk    | Nevinnomyssk      | Krai de Stavropol       | Vigésimo Lugar da Zona 04 do Campeonato Soviético de Futebol - Quarta Divisão                  | ---                      | --         | 0 (não possui) | 1             |
| FC Start Yeysk                 | Yeysk             | Krai de Krasnodar       | Décimo Lugar da Zona 05 do Campeonato Soviético de Futebol - Quarta Divisão                    | Estádio Central          | 3.000      | 0 (não possui) | 1             |
| FC Dínamo Briansk              | Briansk           | Oblast de Briansk       | Décimo Primeiro do Campeonato Soviético de Futebol de 1991 - Terceira Divisão (Zona Central)   | Estádio Dínamo           | 10.100     | 0 (não possui) | 1             |
| FC Turbostroitel Kaluga        | Kaluga            | Oblast de Kaluga        | Estreante                                                                                      | ---                      | ---        | 0 (não possui) | 1             |
| FC Iskra Novoaleksandrovsk     | Novoalexandrovsky | Krai de Stavropol       | Estreante                                                                                      | Estádio Drujba           | 5.000      | 0 (não possui) | 1             |
| FC Metallurg Krasny Sulin      | Krasnosulinsky    | Oblast de Rostov        | Vigésimo Primeiro Lugar da Zona 05 do Campeonato Soviético de Futebol de 1991 - Quarta Divisão | Estádio Torpedo          | --         | 0 (não possui) | 1             |
| FC Rotor Volgogrado B          | Volgogrado        | Oblast de Volgogrado    | Estreante                                                                                      | Estádio Central          | 32.120     | 0 (não possui) | 1             |
| FC Spartak Oriol               | Oriol             | Oblast de Oriol         | Décimo Oitavo Lugar da Zona 05 do Campeonato Soviético de Futebol de 1991 - Quarta Divisão     | Estádio Central          | 14.600     | 0 (não possui) | 1             |
| FC Rostselmash Rostov do Don B | Rostov do Don     | Oblast de Rostov        | Estreante                                                                                      | Estádio Rostselmash      | 15.840     | 0 (não possui) | 1             |
| FC Spartak Tambov              | Tambov            | Oblast de Tambov        | Décimo Terceiro Lugar Zona 05 Campeonato Soviético de Futebol de 1991 - Quarta Divisão         | Estádio Spartak          | 6.500      | 0 (não possui) | 1             |
| FC Tekstilshchik Kamyshin B    | Kamyshin          | Oblast de Volgogrado    | Estreante                                                                                      | Estádio Tekstilshchik    | 7.500      | 0 (não possui) | 1             |

## Participantes da Zona 03
| Equipe                      | Cidade               | Região            | No ano anterior                                                                               | Estádio                     | Capacidade | Títulos        | Participações |
| --------------------------- | -------------------- | ----------------- | --------------------------------------------------------------------------------------------- | --------------------------- | ---------- | -------------- | ------------- |
| Spartak Moscovo B           | Presnensky           | Moscovo           | Estreante                                                                                     | Estádio Lujniki             | 81.000     | 0 (não possui) | 1             |
| FC Orekhovo Orekhovo-Zuyevo | Orekhovo-Zuyevo      | Oblast de Moscovo | Décimo Primeiro Lugar da Zona 06 do Campeonato Soviético de Futebol de 1991 - Quarta Divisão  | Estádio Znamya Truda        | 8.300      | 0 (não possui) | 1             |
| FC Interros Moscovo         | Krasnoznamensk       | Oblast de Moscovo | Estreante                                                                                     | --                          | --         | 0 (não possui) | 1             |
| FC Torpedo Mytishchi        | Mytishchinsky        | Oblast de Moscovo | Estreante                                                                                     | Estádio Torpedo             | --         | 0 (não possui) | 1             |
| FC Pelé Moscovo             | Presnensky           | Moscovo           | Estreante                                                                                     | Estádio Lujniki             | 81.000     | 0 (não possui) | 1             |
| FC Titan Reutov             | Reutov               | Oblast de Moscovo | Estreante                                                                                     | ---                         | --         | 0 (não possui) | 1             |
| Dínamo Moscovo C            | Aeroport             | Moscovo           | Estreante                                                                                     | Estádio Dínamo de Moscou    | 36.540     | 0 (não possui) | 1             |
| FC Oka Kolomna              | Kolomna              | Oblast de Moscovo | Décimo Primeiro Lugar da Zona 05 do Campeonato Soviético de Futebol de 1991 - Quarta Divisão  | Estádio Avangard            | 10.200     | 0 (não possui) | 1             |
| FC Avangard Kolomna         | Kolomna              | Oblast de Moscovo | Estreante                                                                                     | Estádio Avangard            | 10.200     | 0 (não possui) | 1             |
| FC Torgmash Lyubertsy       | Lyuberetsky          | Oblast de Moscovo | Estreante                                                                                     | Estádio Torpedo             | 3.000      | 0 (não possui) | 1             |
| PFC CSKA Moscovo B          | Khamovniki           | Moscovo           | Vigésimo Segundo Lugar da Zona 06 do Campeonato Soviético de Futebol de 1991 - Quarta Divisão | Estádio Lujniki             | 81.000     | 0 (não possui) | 1             |
| PFC CSKA Moscovo C          | Khamovniki           | Moscovo           | Estreante                                                                                     | Estádio Lujniki             | 81.000     | 0 (não possui) | 1             |
| FC Saturn                   | Ramensky             | Oblast de Moscovo | Décimo Terceiro Lugar da Zona 06 do Campeonato Soviético de Futebol de 1991 - Quarta Divisão  | Estádio Saturn              | 16.8000    | 0 (não possui) | 1             |
| FC TRASKO Moscovo           | Khamovniki           | Moscovo           | Décimo Oitavo Lugar da Zona 06 do Campeonato Soviético de Futebol de 1991 - Quarta Divisão    | Estádio Lujniki             | 81.000     | 0 (não possui) | 1             |
| FC Priesnia Moscovo         | Presnensky           | Moscovo           | Décimo Nono Lugar da Zona 06 do Campeonato Soviético de Futebol de 1991 - Quarta Divisão      | Estádio Salyut              | 12.000     | 0 (não possui) | 1             |
| Dínamo Moscovo B            | Aeroport             | Moscovo           | Vigésimo Lugar da Zona 06 do Campeonato Soviético de Futebol de 1991 - Quarta Divisão         | Estádio Dínamo de Moscou    | 36.540     | 0 (não possui) | 1             |
| Torpedo Moscovo B           | Danilovsky           | Moscovo           | Estreante                                                                                     | Estádio Eduard Streltsov    | 13.200     | 0 (não possui) | 1             |
| Lokomotiv Moscovo B         | Preobrazhenskoye     | Moscovo           | Estreante                                                                                     | Estádio Lokomotiv de Moscou | 30.000     | 0 (não possui) | 1             |
| FC Mosenergo Moscovo        | Prospekt Vernadskogo | Moscovo           | Estreante                                                                                     | --                          | --         | 0 (não possui) | 1             |
| FC Trestar Ostankino        | Ostankinsky          | Moscovo           | Estreante                                                                                     | --                          | --         | 0 (não possui) | 1             |
| FC Kinotavr Podolsk         | Podolsk              | Oblast de Moscovo | Estreante                                                                                     | Estádio Avangard            | 4.500      | 0 (não possui) | 1             |

## Participantes da Zona 04
| Equipe                             | Cidade           | Região                   | No ano anterior                                                                                | Estádio                  | Capacidade | Títulos        | Participações |
| ---------------------------------- | ---------------- | ------------------------ | ---------------------------------------------------------------------------------------------- | ------------------------ | ---------- | -------------- | ------------- |
| FC Smena-Saturn São Petersburgo    | Tsentralny       | São Petersburgo          | Estreante                                                                                      | Estádio Kirov            | 100.000    | 0 (não possui) | 1             |
| FC Baltika Kaliningrado            | Kaliningrado     | Oblast de Kaliningrado   | Quinto Lugar da Zona 06 do Campeonato Soviético de Futebol de 1991 - Quarta Divisão            | Estádio Baltika          | 14.000     | 0 (não possui) | 1             |
| FC Mashinostroitel Pskov           | Pskov            | Oblast de Pskov          | Nono Lugar da Zona 06 do Campeonato Soviético de Futebol de 1991 - Quarta Divisão              | Estádio Mashinostroitel  | ---        | 0 (não possui) | 1             |
| FC Torpedo Arzamas                 | Arzamas          | Oblast de Níjni Novgorod | Décimo Segundo Lugar da Zona 07 do Campeonato Soviético de Futebol de 1991 - Quarta Divisão    | Estádio Znamia           | 6.000      | 0 (não possui) | 1             |
| FC Khimik Dzerjinsk                | Níjni Novgorod   | Oblast de Níjni Novgorod | Décimo Quarto Lugar da Zona 05 do Campeonato Soviético de Futebol de 1991 - Quarta Divisão     | Estádio Khimik           | 10.000     | 0 (não possui) | 1             |
| FC Lokomotiv São Petersburgo       | Tsentralny       | São Petersburgo          | Estreante                                                                                      | Estádio Kirov            | 100.000    | 0 (não possui) | 1             |
| FC Aleks Gatchina                  | Gatchina         | Oblast de Leningrado]    | Estreante                                                                                      | --                       | --         | 0 (não possui) | 1             |
| FC Vympel Rybinsk                  | Rybinsk          | Oblast de Iaroslavl      | Estreante                                                                                      | Estádio Saturn           | ---        | 0 (não possui) | 1             |
| FC Bulat Cherepovets               | Cherepovets      | Oblast de Vologda        | Sexto Lugar da Zona 06 do Campeonato Soviético de Futebol de 1991 - Quarta Divisão             | [Estádio Metallurg       | ---        | 0 (não possui) | 1             |
| FC Progress Chernyakhovsk          | Chernyakhovsky   | Oblast de Kaliningrado   | Décimo Quarto Lugar da Zona 06 do Campeonato Soviético de Futebol de 1991 - Quarta Divisão     | Estádio Progress         | 3.000      | 0 (não possui) | 1             |
| FC Torpedo Pavlovo                 | Pavlovsky        | Oblast de Níjni Novgorod | Estreante                                                                                      | Estádio Torpedo          | 6.000      | 0 (não possui) | 1             |
| FC Iskra Smolensk                  | Smolensk         | Oblast de Smolensk       | Sétimo Lugar da Zona 06 do Campeonato Soviético de Futebol de 1991 - Quarta Divisão            | Estádio Spartak          | 12.500     | 0 (não possui) | 1             |
| FC Zenit Penza                     | Penza            | Oblast de Penza          | Décimo Sétimo Lugar da Zona 07 do Campeonato Soviético de Futebol de 1991 - Quarta Divisão     | Estádio Primeiro de Maio | 5.000      | 0 (não possui) | 1             |
| FC Kosmos-Kirovets São Petersburgo | Kirovsky         | São Petersburgo          | Décimo Segundo Lugar da Zona 06 do Campeonato Soviético de Futebol de 1991 - Quarta Divisão    | Estádio Kirov            | 100.000    | 0 (não possui) | 1             |
| FC Sputnik Kimry                   | Kimry            | Oblast de Tver           | Estreante                                                                                      | Estádio Sputnik          | ---        | 0 (não possui) | 1             |
| FC Voljanin Kineshma               | Kineshma         | Oblast de Ivanovo        | Sexto Lugar da Zona 06 do Campeonato Soviético de Futebol de 1991 - Quarta Divisão             | Estádio Voljanin         | ---        | 0 (não possui) | 1             |
| FC Zvolma-Spartak Kostroma         | Kostroma         | Oblast de Kostroma       | Décimo Sétimo Lugar da Zona 06 do Campeonato Soviético de Futebol de 1991 - Quarta Divisão     | Estádio Urojay           | 3.200      | 0 (não possui) | 1             |
| FC Karelia Petrozavodsk            | Petrozavodsk     | Carélia                  | Décimo Quinto Lugar da Zona 06 do Campeonato Soviético de Futebol de 1991 - Quarta Divisão     | Estádio Spartak          | 14.545     | 0 (não possui) | 1             |
| FC Galaks São Petersburgo          | Petrogrado       | São Petersburgo          | Estreante                                                                                      | Estádio Khimik           | ---        | 0 (não possui) | 1             |
| FC Volochanin Vyshny Volochyok     | Vyshny Volochyok | Oblast de Tver           | Vigésimo Primeiro Lugar da Zona 06 do Campeonato Soviético de Futebol de 1991 - Quarta Divisão | Estádio Spartak          | 5.000      | 0 (não possui) | 1             |

## Participantes da Zona 05
| Equipe                         | Cidade            | Região               | No ano anterior                                                                              | Estádio                     | Capacidade | Títulos        | Participações |
| ------------------------------ | ----------------- | -------------------- | -------------------------------------------------------------------------------------------- | --------------------------- | ---------- | -------------- | ------------- |
| FC Neftekhimik Nizhnekamsk     | Nizhnekamsk       | Tartaristão          | Nono Lugar da Zona 07 do Campeonato Soviético de Futebol de 1991 - Quarta Divisão            | Estádio Neftekhimik         | 3.000      | 0 (não possui) | 1             |
| FC Gazovik Ijevsk              | Ijevsk            | Udmúrtia             | Décimo Lugar da Zona 07 do Campeonato Soviético de Futebol de 1991 - Quarta Divisão          | Estádio Central Republicano | 19.200     | 0 (não possui) | 1             |
| FC Avtopribor Oktyabrsky       | Oktiabrski        | Bascortostão         | Décimo Quinto Lugar da Zona 07 do Campeonato Soviético de Futebol de 1991 - Quarta Divisão   | Estádio Neftyanik           | 4.500      | 0 (não possui) | 1             |
| FC Tekstilshchik Isheyevka     | Ulianovsk         | Oblast de Ulianovsk  | Décimo Nono Lugar do Campeonato Soviético de Futebol de 1991 - Terceira Divisão              | Estádio Trud                | 10.000     | 0 (não possui) | 1             |
| FC Sibir Kurgan                | Kurgan            | Oblast de Kurgan     | Oitavo Lugar da Zona 07 do Campeonato Soviético de Futebol de 1991 - Quarta Divisão          | Estádio Central             | 8.000      | 0 (não possui) | 1             |
| FC Gornyak Kachkanar           | Kachkanar         | Oblast de Sverdlovsk | Estreante                                                                                    | Estádio Gornyak             | 10.000     | 0 (não possui) | 1             |
| FC Metallurg Novotroitsk       | Novotroitsk       | Oblast de Oremburgo  | Décimo Sexto Lugar da Zona 07 do Campeonato Soviético de Futebol de 1991 - Quarta Divisão    | Estádio Metallurg           | 10.000     | 0 (não possui) | 1             |
| FC Azamat Cheboksary           | Cheboksary        | Chuváchia            | Décimo Primeiro Lugar da Zona 07 do Campeonato Soviético de Futebol de 1991 - Quarta Divisão | Estádio Olímpico            | ---        | 0 (não possui) | 1             |
| FC Zarya Krotovka              | Chelno-Vershinsky | Oblast de Samara     | Sexto Lugar do Campeonato Soviético de Futebol de 1991 - Terceira Divisão (Zona Central)     | ---                         | --         | 0 (não possui) | 1             |
| FC KATs-Skif Naberejnye Chelny | Naberejnye Chelny | Tartaristão          | Estreante                                                                                    | Estádio KAMAZ               | 10.000     | 0 (não possui) | 1             |
| FC Skat-5s Yelabuga            | Ielabuga          | Tartaristão          | Estreante                                                                                    | ---                         | ---        | 0 (não possui) | 1             |
| FC Elektron Vyatskiye Polyany  | Vyatskiye Polyany | Oblast de Kirov      | Décimo Quarto Lugar da Zona 07 do Campeonato Soviético de Futebol de 1991 - Quarta Divisão   | Estádio Elétron             | 10.000     | 0 (não possui) | 1             |
| FC Energiya Tchaikovsky        | Tchaikovsky       | Oblast de Perm       | Estreante                                                                                    | Estádio Energiya            | ---        | 0 (não possui) | 1             |
| FC Sodovik Sterlitamak         | Sterlitamak       | Bascortostão         | Décimo Terceiro Lugar da Zona 07 do Campeonato Soviético de Futebol de 1991 - Quarta Divisão | Estádio Sodovik             | 6.200      | 0 (não possui) | 1             |
| FC Torpedo Ijevsk              | Ijevsk            | Udmúrtia             | Décimo Lugar da Zona 07 do Campeonato Soviético de Futebol de 1991 - Quarta Divisão          | Estádio Torpedo             | 19.200     | 0 (não possui) | 1             |
| FC MGU Saransk                 | Saransk           | Mordóvia             | Estreante                                                                                    | Estádio Start               | 11.581     | 0 (não possui) | 1             |
| FC Idel Kazan                  | Cazã              | Tartaristão          | Estreante                                                                                    | Estádio Central de Cazã     | 28.500     | 0 (não possui) | 1             |
| FC Gazovik Oremburgo           | Oremburgo         | Oblast de Oremburgo  | Décimo Oitavo Lugar da Zona 07 do Campeonato Soviético de Futebol de 1991 - Quarta Divisão   | Estádio Gazovik             | 4.950      | 0 (não possui) | 1             |

## Participantes da Zona 06
| Equipe                     | Cidade            | Região              | No ano anterior                                                                              | Estádio           | Capacidade | Títulos        | Participações |
| -------------------------- | ----------------- | ------------------- | -------------------------------------------------------------------------------------------- | ----------------- | ---------- | -------------- | ------------- |
| FC Metallurg Aldan         | Aldansky          | Iacútia             | Estreante                                                                                    | --                | --         | 0 (não possui) | 1             |
| FC Zarya Leninsk-Kuznetsky | Leninsk-Kuznetsky | Oblast de Kemerovo  | Décimo Sétimo Lugar da Zona 10 do Campeonato Soviético de Futebol de 1991 - Quarta Divisão   | Estádio Shakhtyor | 6.000      | 0 (não possui) | 1             |
| FC Aleks Angarsk           | Angarsk           | Oblast de Irkutsk   | Décimo Quarto Lugar da Zona 10 do Campeonato Soviético de Futebol de 1991 - Quarta Divisão   | Estádio Angara    | ---        | 0 (não possui) | 1             |
| FC Torpedo Rubtsovsk       | Rubtsovsk         | Krai de Altai       | Décimo Quinto Lugar da Zona 10 do Campeonato Soviético de Futebol de 1991 - Quarta Divisão   | Estádio Torpedo   | 6.500      | 0 (não possui) | 1             |
| FC Dínamo Kemerovo         | Kemerovo          | Oblast de Kemerovo  | Décimo Terceiro Lugar da Zona 10 do Campeonato Soviético de Futebol de 1991 - Quarta Divisão | Estádio Shakhtyor | 4.174      | 0 (não possui) | 1             |
| FC Agan Radujny            | Radujny           | Khantia-Mansia      | Estreante                                                                                    | ---               | ---        | 0 (não possui) | 1             |
| FC Shakhtyor Artyom        | Artyom            | Krai do Litoral     | Décimo Sexto Lugar da Zona 10 do Campeonato Soviético de Futebol de 1991 - Quarta Divisão    | ---               | 10.500     | 0 (não possui) | 1             |
| FC Gornyak Gramoteino      | Belovo            | Oblast de Kemerovo  | Estreante                                                                                    | Estádio Gornyak   | ---        | 0 (não possui) | 1             |
| FC Neftyanik Uray          | Uray              | Khantia-Mansia      | Estreante                                                                                    | ---               | ---        | 0 (não possui) | 1             |
| FC Politekhnik-92 Barnaul  | Barnaul           | Krai de Altai       | Estreante                                                                                    | Estádio Dínamo    | 16.000     | 0 (não possui) | 1             |
| FC Spartak Gorno-Altaisk   | Gorno-Altaisk     | Altai               | Estreante                                                                                    | Estádio Dínamo    | 18.000     | 0 (não possui) | 1             |
| FC Angara Boguchany        | Boguchansky       | Krai de Krasnoyarsk | Estreante                                                                                    | --                | --         | 0 (não possui) | 1             |
| FC Progress Biysk          | Biysk             | Krai de Altai       | Estreante                                                                                    | Estádio Progress  | 7.000      | 0 (não possui) | 1             |

## Regulamento
O campeonato foi disputado no sistema de pontos corridos em turno e returno nos seis torneios. Ao final, os campeões e os vices eram promovidos para o Campeonato Russo de Futebol de 1993 - Segunda Divisão. Duas equipes de cada zona eram rebaixadas para o Campeonato Russo de Futebol de 1993 - Quarta Divisão.

## Resultados do Campeonato

### Resultados da Zona 01
Erzu foi o campeão e Kolos foi o vice; ambos ascenderam à segunda divisão.

Dínamo de Izobilny, Altair-Kheling, Lokomotiv de Mineralnye Vody e Vaynakh foram rebaixados para a quarta divisão russa.

### Resultados da Zona 02
Avtodor-Olaf foi o campeão e Avangard de Kamyshin foi o vice; ambos ascenderam à segunda divisão.

Ritm, Start, Iskra e Tekstilshchik B foram rebaixados para a quarta divisão russa.

### Resultados da Zona 03
Spartak B foi o campeão, por ser time B não pôde ascender
Znamya-Truda foi o vice e Interros foi o terceiro colocado; ambos ascenderam à segunda divisão.

Pelé, Trestar e Kinotavr foram rebaixados para a quarta divisão russa.

### Resultados da Zona 04
Baltika foi o campeão e Smena-Saturn foi o vice; ambos ascenderam à segunda divisão.

Voljanin e Galaks foram rebaixados para a quarta divisão russa.

### Resultados da Zona 05
Neftekhimik foi o campeão e Gazovik de Ijevsk foi o vice; ambos ascenderam à segunda divisão.

Skat e Idek foram rebaixados para a quarta divisão russa.

### Resultados da Zona 06
Zarya foi o campeão e Metallurg de Aldan foi o vice; ambos ascenderam à segunda divisão.

Neftyanik de Uray, Spartak de Gorno-Altaisk, Angara Boguchany e Progress de Biysk foram rebaixados para a quarta divisão russa.

## Campeão
| Campeão Russo da Terceira Divisão de 1992 - Zona 01 |
| --------------------------------------------------- |
| FC Erzu Grozny 1° Título                            |

| Campeão Russo da Terceira Divisão de 1992 - Zona 02 |
| --------------------------------------------------- |
| FC Avtodor-Olaf Vladikavkaz 1° Título               |

| Campeão Russo da Terceira Divisão de 1992 - Zona 03 |
| --------------------------------------------------- |
| Spartak Moscovo B 1° Título                         |

| Campeão Russo da Terceira Divisão de 1992 - Zona 04 |
| --------------------------------------------------- |
| FC Baltika Kaliningrado 1° Título                   |

| Campeão Russo da Terceira Divisão de 1992 - Zona 05 |
| --------------------------------------------------- |
| FC Neftekhimik Nizhnekamsk 1° Título                |

| Campeão Russo da Terceira Divisão de 1992 - Zona 06 |
| --------------------------------------------------- |
| FC Zarya Leninsk-Kuznetsky 1° Título                |

Predefinição:Temporadas do Campeonato Russo de Futebol - Terceira Divisão